# Granges decorades de Hälsingland
Les granges de Hälsingland o Hälsingegård són granges, o antigues granges, herència cultural i un exemple de la manera de construir tradicional sueca a la vella societat campestre de Hälsingland. Hi ha al voltant de 1000 granges de Hälsingland a la província, amb els seus valors històric-culturals intactes. Set d'elles varen ser incloses com a Patrimoni de la Humanitat de la UNESCO l'any 2012.

## Característiques
Els habitatges han estat símbols del concepte, però és la granja en la seva totalitat, com a unitat de producció, amb els seus terrenys i edificis de dependències, la que constitueix una «granja de Hälsingland». Reflecteixen les tradicions de construcció rural, utilitzant només la fusta, i són una expressió de l'arquitectura popular, és a dir, les construccions dels camperols, tal com es va desenvolupar segons les circumstàncies donades. És difícil fer una descripció d'una granja de Hälsingland tipus, ja que presenten diferències segons la localització a la comarca i també segons l'època en què van ser construïdes. La singularitat d'aquestes granges es troba en l'ambició dels agricultor en la grandària per a les seves edificacions.
Les granges tenen cases grans amb habitatges grans i profusament adornats, normalment dues o tres cases, de vegades emprades com a habitacle familiar que alberga diverses generacions, o com a cases per passar la nit, fer reunions o organitzar grans festes. Sovint els habitatges van ser construïts en dos plantes, però també es feien cases per a dues famílies en una única planta. Els habitatges, ben construïts, sovint barrocament decorats amb la base del sostre perfilat, marcs de finestres esculpits o serrats en perfil i entrada bellament formats, representen principalment la construcció del segle xix, però també hi ha finques més arcaiques, fins i tot dels segles xiv i xv, amb edificis baixos sense pintura, construïts en quadrilàters voltant d'un pati i edificis del començament del segle xx, profusament adornades amb fusteria i grans baranes.
Moltes parròquies tenien les seves pròpies maneres de construir, i les característiques diferents es notaven principalment en les zones d'entrada, sobretot en els vestíbuls. En algunes parròquies, sobretot les de la costa, en lloc de vestíbul tenien portes i enquadraments més sumptuosos.
Les finques de Hälsingland guarden encara, sovint, els seus interiors ben conservats, amb els murals, estergits, sanefes i papers pintats de les parets conservats en els llocs originals, on s'hi poden veure motius bíblics transformats a una ambientació a Hälsingland, amb contes i barrejats amb pintures de l'estil decoratiu dels pintors errants de Dalarna, caracteritzades per motius religiosos, cintes i gransflors. Els cars papers importats van ser barrejats amb estergits i amb sanefes a les parets, sostres i murs de xemeneies. La quantitat d'interiors ben conservats, en les seves ubicacions originals, és única en el món.

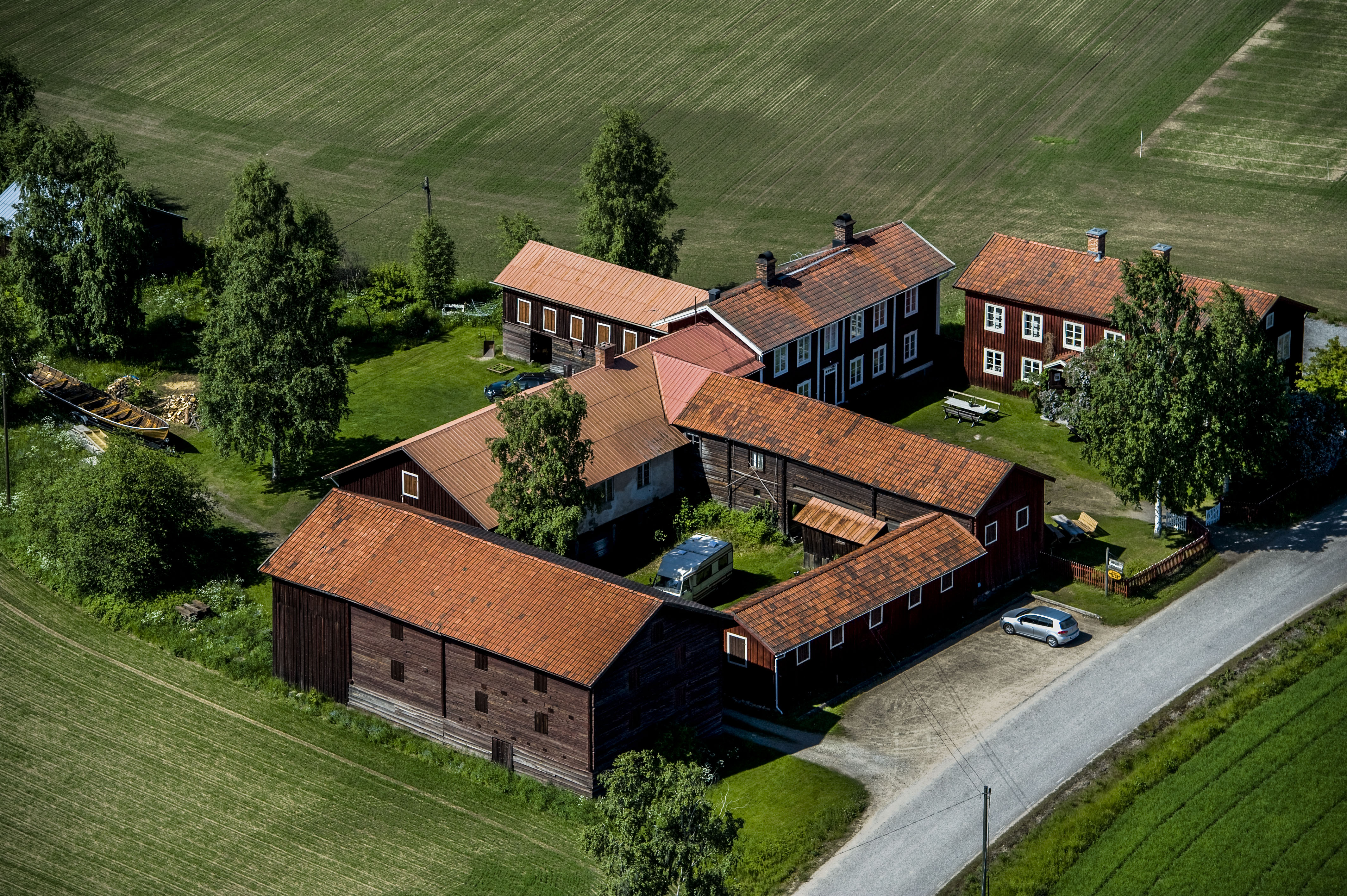
Gästgivars vista des de l'aire

A les finques pertanyien també una gran quantitat de dependències, col·locades fora del pati. Cada edifici tenia la seva pròpia funció. Hórreos per emmagatzemar queviures, graners, ferreries, safareigs, assecadors per al gra i altres queviures, quadres i estables, tots junts eren una granja del sistema arcaic d'edificis individuals, els quals van ser reemplaçats a la fi del segle xix per les grans dependències amb una varietat de funcions sota el mateix sostre, a manera d'edificis multifuncionals. Les finques sovint tenen una afiliació a altres edificis, com ara finques annexes, molins, tallers de força hidràulica, i pletes. Les finques també han ocupat les estructures de poblets arcaics amb arrels de l'edat del ferro; de fet s'han trobat més de 3.000 enterraments d'aquesta època a la zona, i només foren parcialment partides de les seves delimitacions originals durant les parcel·lacions del segle xix.

## Llistat de Granges
Les set granges classificades com a Patrimoni de la Humanitat l'any 2012 són les següents:
- Bommars, a Letsbo, al municipi de Ljusdal;
- Erik-Anders, a Söderala, al municipi de Söderhamn ;
- Fågelsjö Gammelgård, a Fågelsjö, al municipi de Ljusdal ;
- Gästgivars, a Vallsta, al municipi de Bollnäs ;
- Jon-Lars, a Alfta, al municipi d'Ovanåker ;
- Kristofers, a Järvsö, al municipi de Ljusdal ;
- Pallars, a Alfta, al municipi d'Ovanåker.

## Galeria

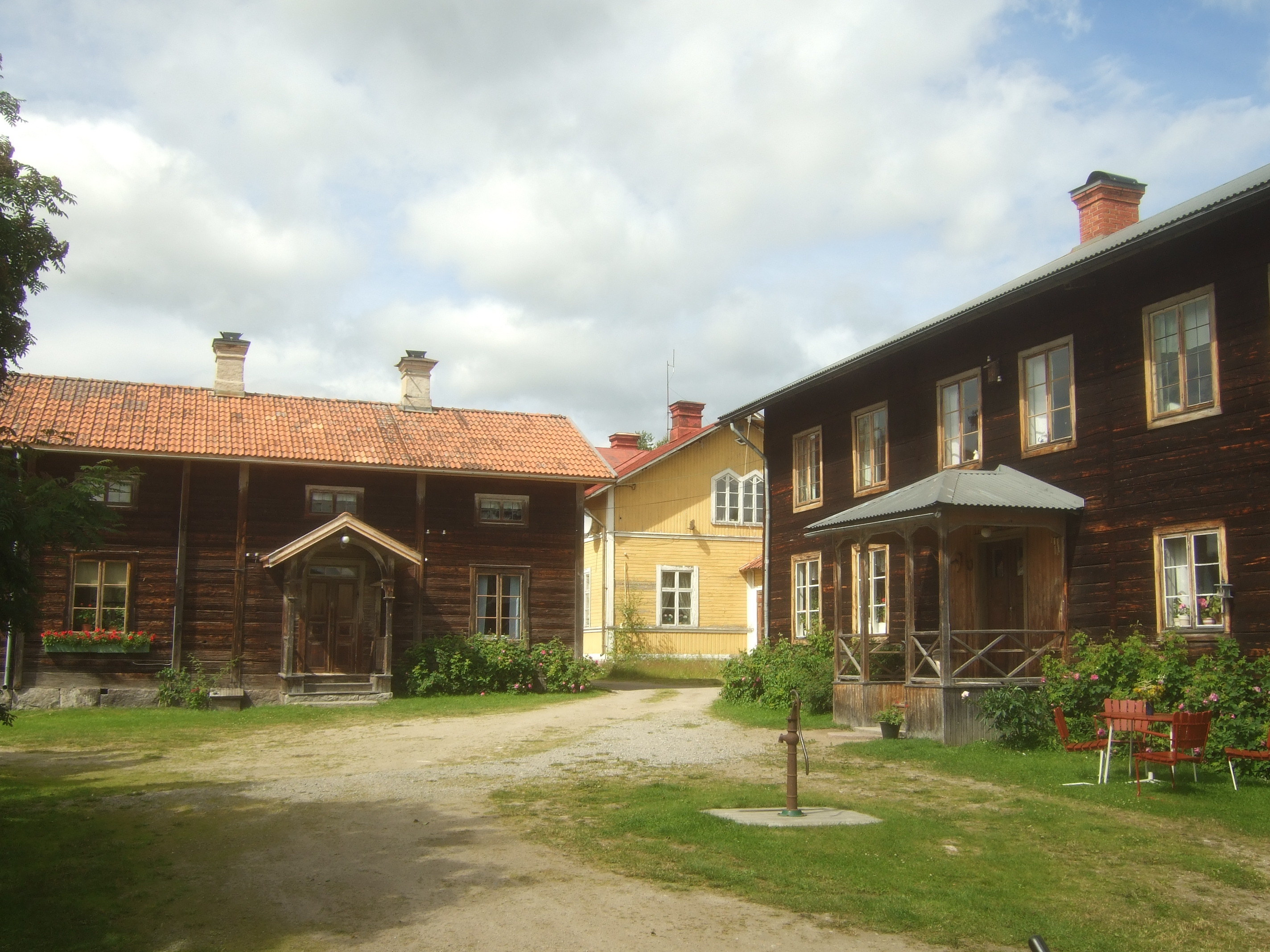
Bommars
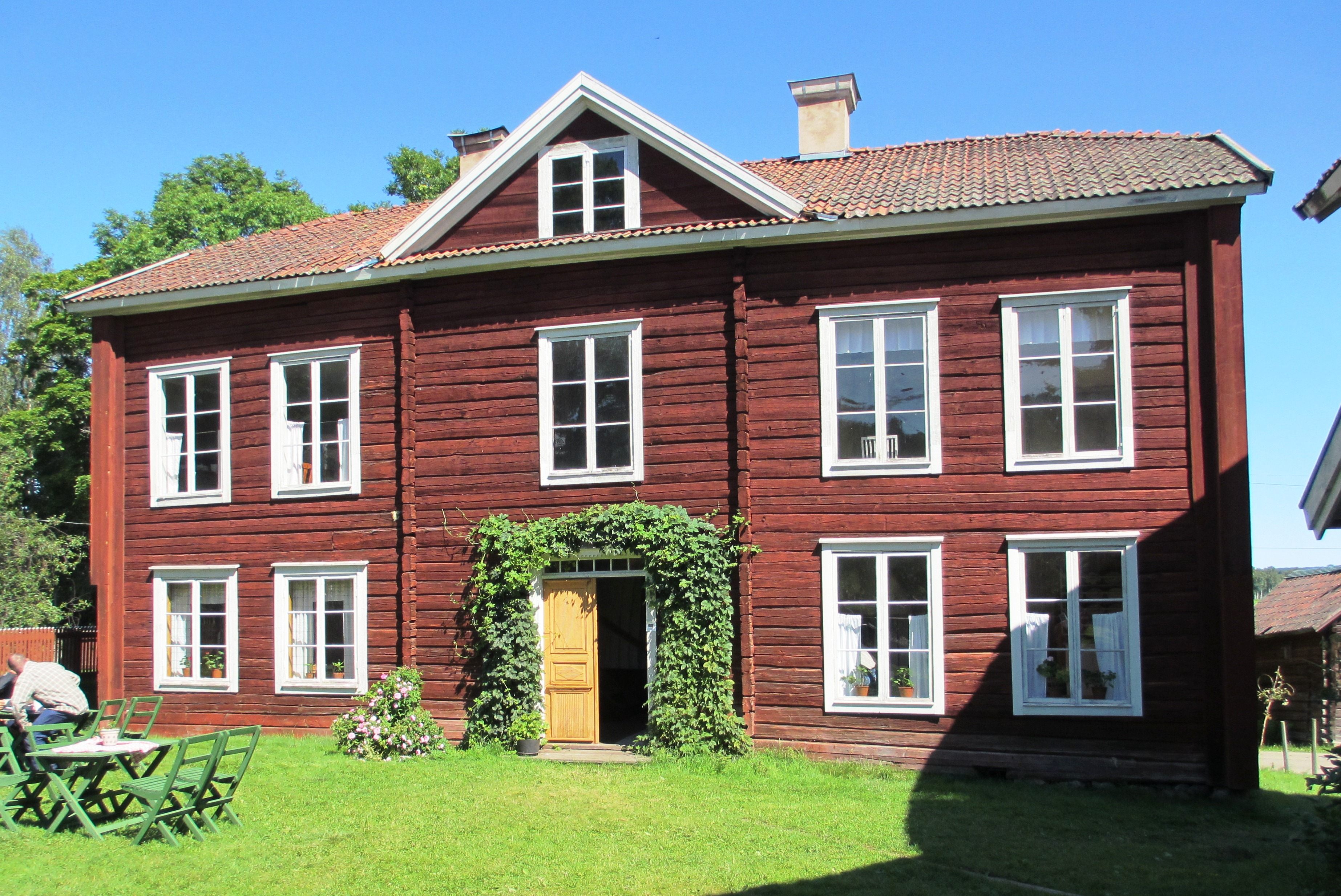
Erik-Anders
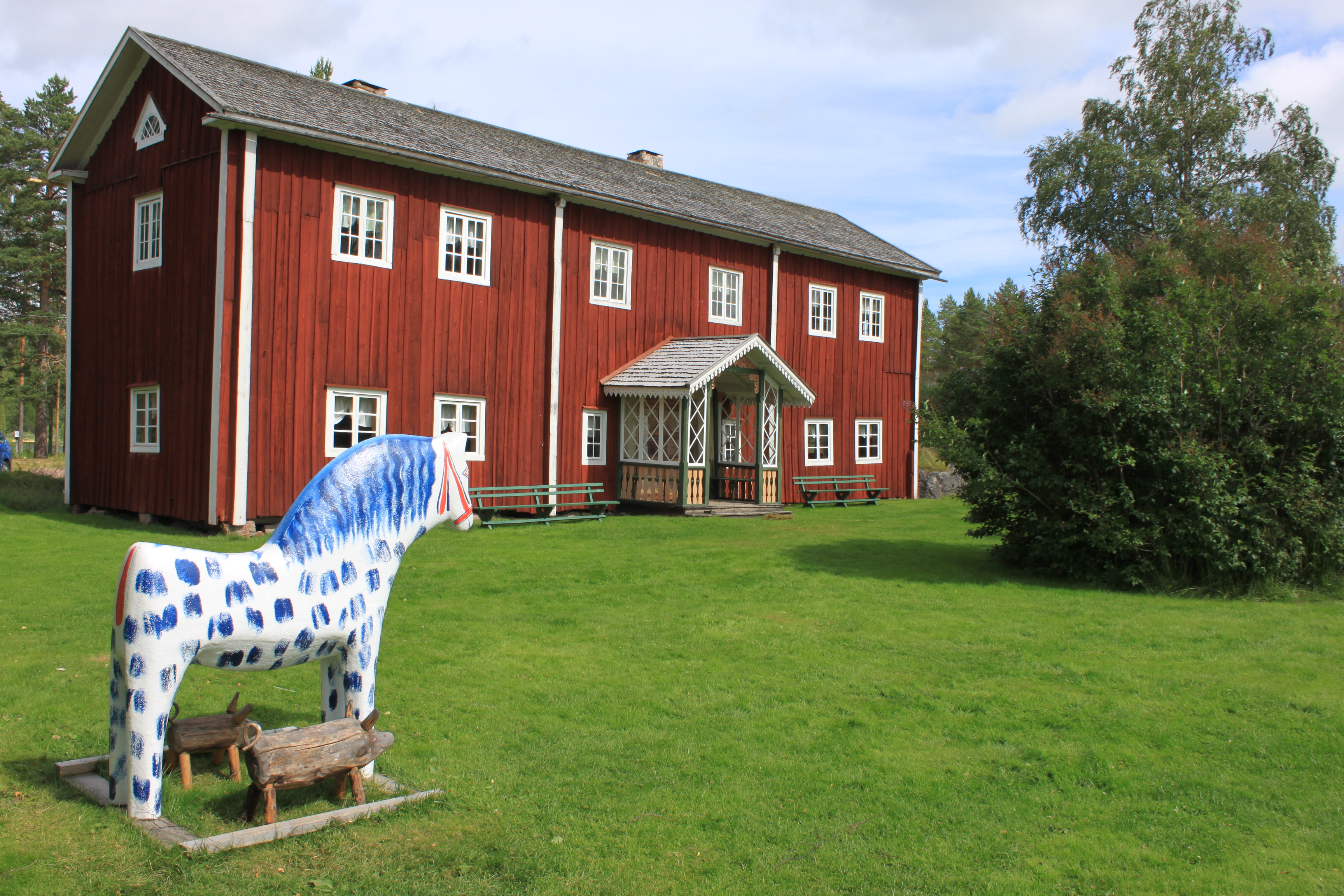
Fågelsjö Gammelgård
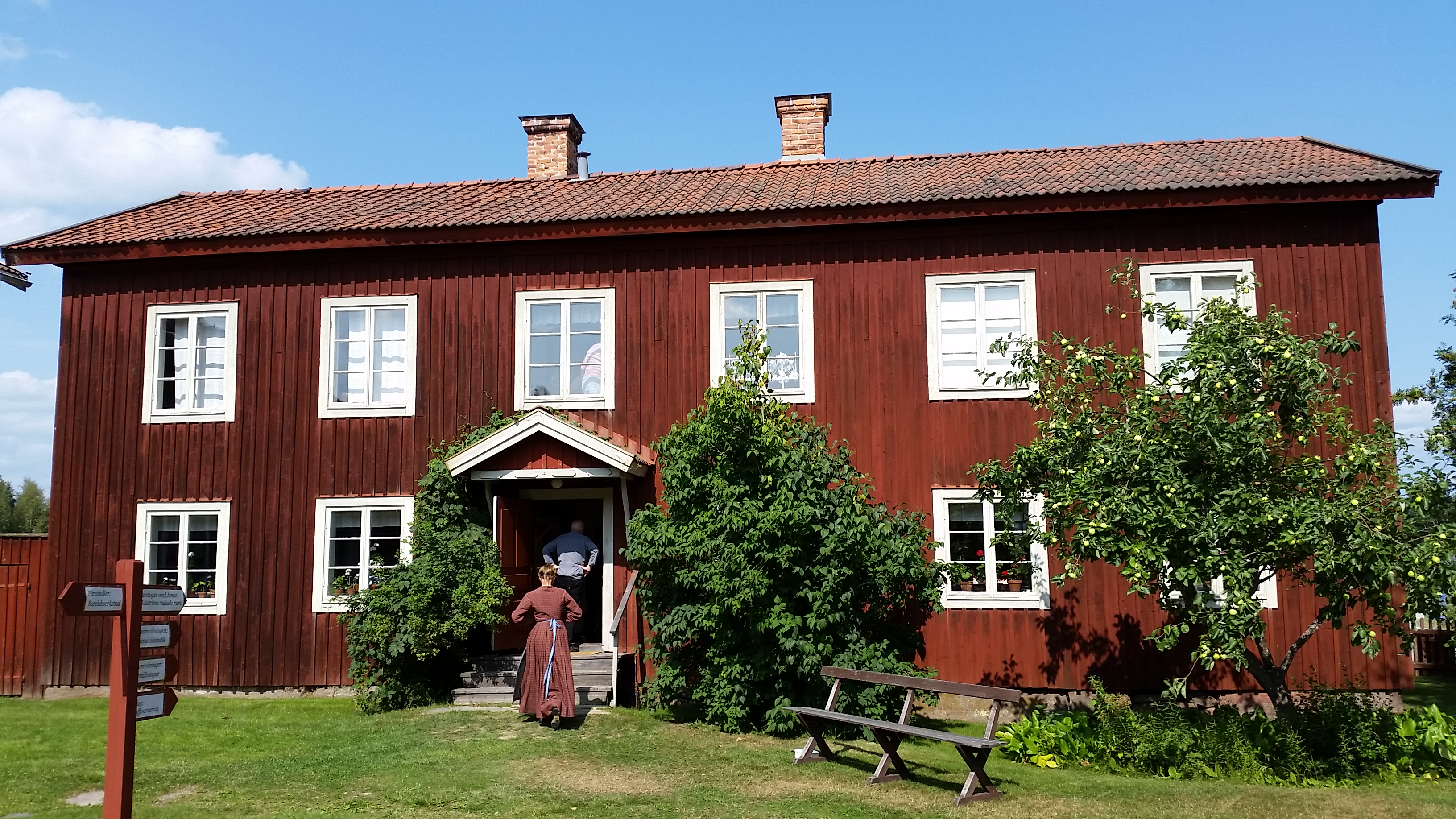
Gästgivars
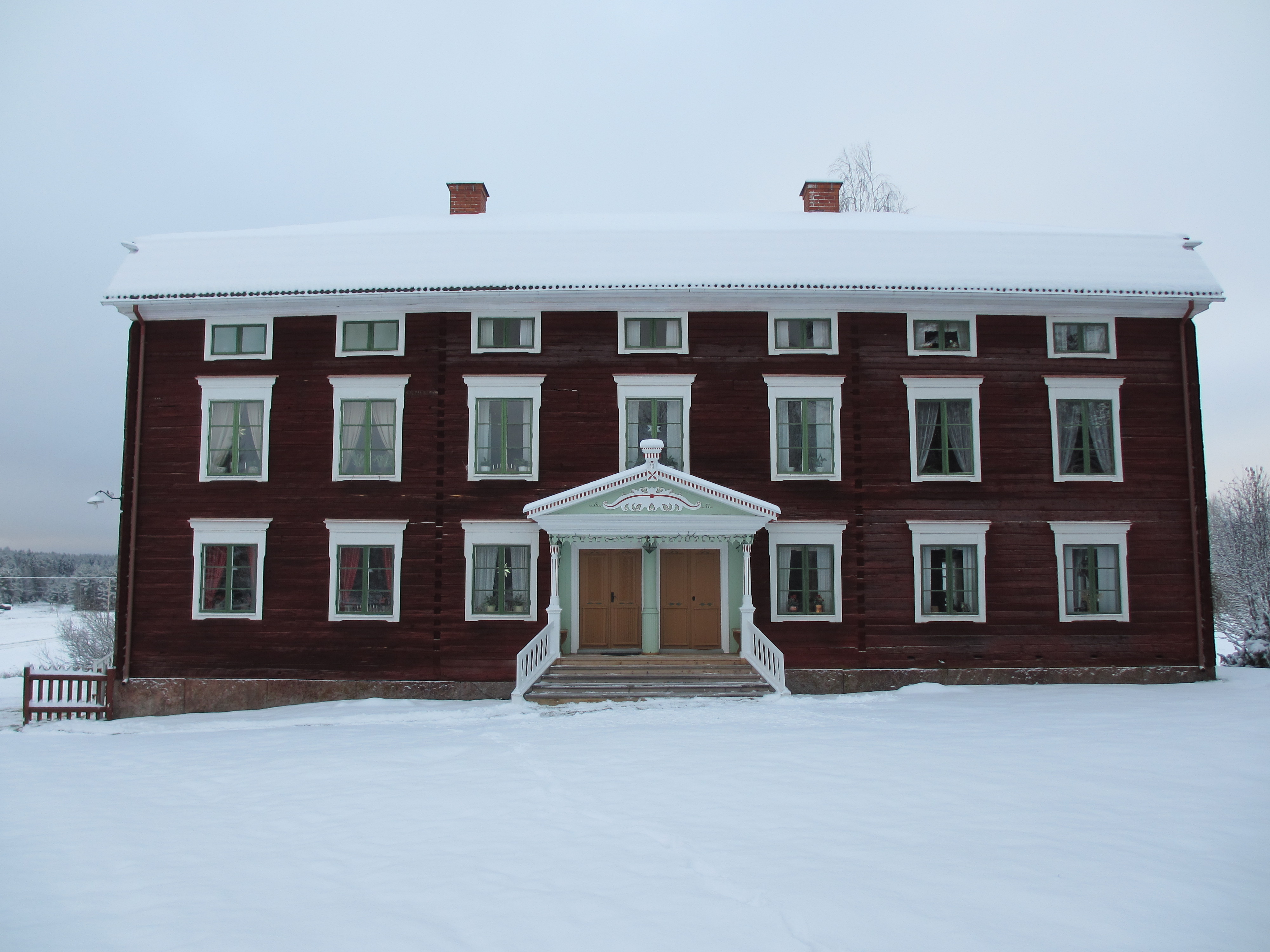
Jon-Lars
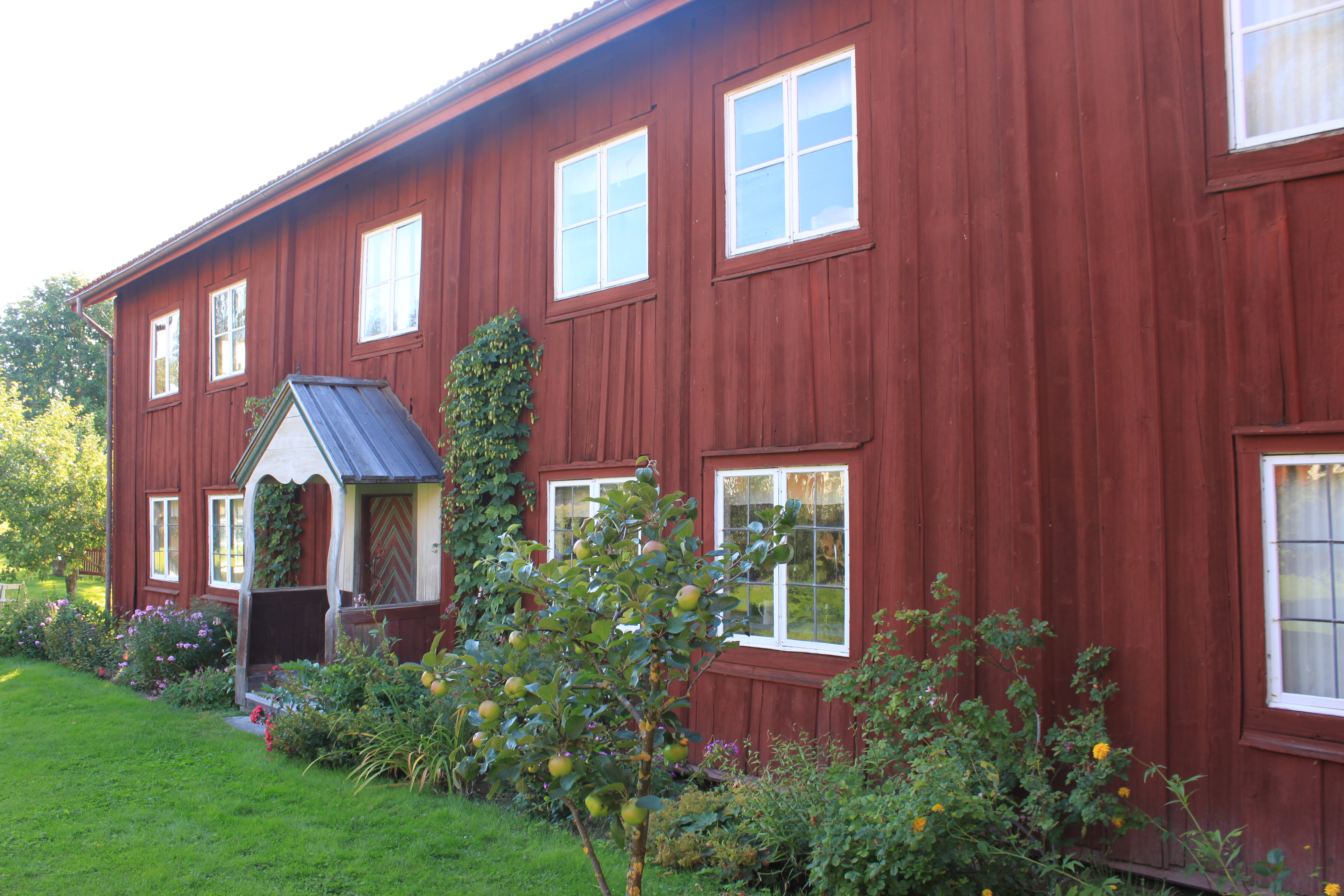
Kristofers
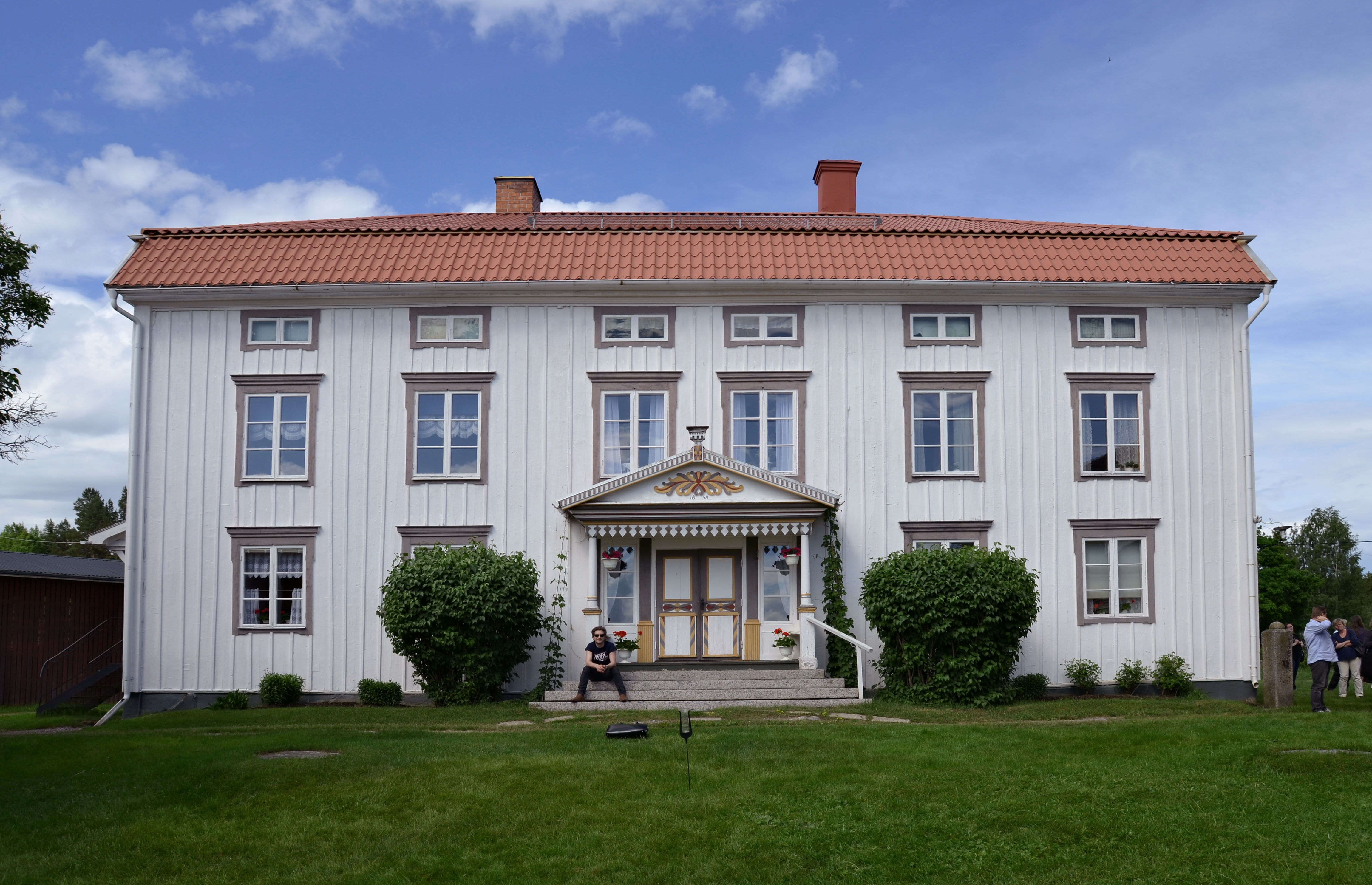
Pallars